# Kohala, Heggadadevankote
Kohala là một làng thuộc tehsil Heggadadevankote, huyện Mysore, bang Karnataka, Ấn Độ.